# Liste der Landeshauptleute und Statthalter in der Steiermark
Die Liste der Landeshauptleute und Statthalter gibt einen Überblick über die obersten Politiker und Beamten des Landes Steiermark, bis 1918 Herzogtum, danach Bundesland, von 1940 bis 1945 Reichsgau (mit anderen Grenzen).
Landesherren waren die amtierenden  (Erz)herzöge von Österreich (einzige Frau in dieser Position war 1740–1780 Maria Theresia), 1804–1918 in Personalunion Kaiser von Österreich. Oberster Lehnsherr des Herzogtums Steiermark war bis 1806 der römisch-deutsche König, seit spätestens dem 16. Jahrhundert war dies aber immer ein Habsburger in Personalunion.
Seit 1920 ist das formale Staatsoberhaupt der amtierende österreichische Bundespräsident, das Landesoberhaupt der amtierende Landeshauptmann.

## Landeshauptmänner im Herzogtum Steiermark (1236/1237 bis 1749)
Im Zuge der habsburgischen Erbteilungen 1379/1411–1457 und 1564–1619 bildete die Steiermark (auch  Herzogtum Steier genannt) mit dem Herzogtum Kärnten, Herzogtum Krain und dem Küstenland Innerösterreich. Die innerösterreichische Residenz war Graz.

### Landeshauptmänner im Herzogtum Steiermark (1236/1237 bis 1494)
- Ekbert, Bischof von Bamberg (um 1173–1237) 1236/1237
- Eberhard IV. Graf von Eberstein 1237–1239
- Otto Graf von Eberstein 1247/48
- Meinhard I., Graf von Görz 1248–1250
- Stephan von Agram 1255–1259
- Heinrich von Liechtenstein-Nikolsburg 1260
- Wok von Rosenberg 1260–1262
- Bruno von Schauenburg, Bischof von Olmütz (um 1205–1281) 1262–1269
- Otto von Haslau 1269/1270
- Burkhard von Klingenberg 1270/1271
- Konrad von Tulln 1271–1275
- Milota von Diedlitz 1275/1276
- Heinrich von Pfannberg
- Otto d. J. von Saldenhofen 1285
- Heinrich II., Abt von Stift Admont 1285/1286–1290
- Leopold, Bischof von Seckau († 1291) 1290
- Heinrich II., Abt von Admont, zweite Amtszeit 1290–1292
- Hartnid von Stadeck († um 1299) 1292–1299
- Ulrich I. von Walsee († 1329) 1299–1329
- Ulrich II. von Walsee († 1359) 1329–1359
- Eberhard VIII. von Walsee († 1363) 1360–1361
- Albero von Puchheim 1361–1362/63
- Leutold von Stadeck († 1367) 1362–1363/1364
- Cholo von Saldenhofen 1363/1364–1366
- Wernhard von Maissau 1368
- Friedrich VI. von Walsee († 1372) 1369; 1367–1372 Landmarschall von Niederösterreich
- Ulrich von Liechtenstein-Murau 1370–1375
- Rudolf I. von Walsee 1373–1379/84
- Ulrich IV. von Walsee frühestens 1379 bis um 1384
- Nikolaus Schenk von Osterwitz 1386
- Hertlein von Liechtenstein-Nikolsburg 1388–1394
- Rudolf von Perneck 1394/1395
- Hans Graf von Maidburg-Hardegg 1396
- Hans von Stadleck († 1399) 1396–1398
- Bernhard von Liechtenstein-Murau 1399–1402
- Moritz Welzer 1402–1404 (1408?)
- Friedrich von Fladnitz 1408–1412
- Hugo von Montfort 1413–1415
- Rudolf von Liechstenstein-Murau 1416/1417
- Jakob von Stubenberg 1418/1419
- Hans von Winden 1420, 1423
- Wilhelm von Perneck 1427
- Hans von Winden 1428–1431
- Friedrich von Pettau 1432
- Hans von Stubenberg 1435–1450
- Leutold von Stubenberg (1424–1469) 1453–?
- Ulrich III. von Graben 1462–1469
- Wilhelm Graf von Thirnstein 1472–1475
- Georg Herr von Tschernembl 1479–1480
- Georg von Losenstein (um 1440–1509) 1491–1494[1]

### Landeshauptmänner im Herzogtum Steiermark (1494 bis 1749)
- Reinprecht von Reichenburg (1434–1505) 1494–1505
- Siegmund von Dietrichstein (1484–1533) 1515–1529
- Hans Ungnad von Sonnegg (1493–1564) 1530–1556
- Georg Freiherr von Herberstein (1501–1560) 1556–1560
- Hans von Schärfenberg 1562–1580
- Georg Freiherr von Herberstein (1529–1586) 1580–1586
- Johann Graf von Montfort (?–1619) 1586–1590
- Max von Schrottenbach (1537–1618) 1591–1593
- Siegmund Friedrich Freiherr von Herberstein (1549–1620) 1595–1620
- Hans Ulrich von Eggenberg (1568–1634, ab 1623 Fürst) 1621–1634
- Karl Graf von Saurau (1587–1648) 1635–1648
- Johann Maximilian I. Graf von Herberstein (1601–1680) 1648–1660
- Siegmund Friedrich Graf von Trautmannsdorff 1660–1674
- Johann Maximilian II. Graf von Herberstein (1626–1701) 1675–1679
- Georg Christian Graf von Saurau 1680–1687
- Georg Herr von Stubenberg (1632–1703) 1687–1703
- Georg Seifried Graf von Dietrichstein (1645–1714) 1703–1714
- Karl Weikhard Graf Breuner von Stübing-Fladnitz (1656–1729) 1715–1729
- Siegmund Rudolf von Wagensperg (1674–1734) 1730
- Karl Adam Graf Breuner von Stübing-Fladnitz (1689–1777) 1730–1749

## Landeshauptmänner im Herzogtum Steiermark (1750 bis 1918)

### Landeshauptmänner im Herzogtum Steiermark (1750 bis 1852)
- Franz Ludwig Graf von Kuenburg (1705–1762) 1750–1762
- Max Probus Graf von Wildenstein 1763–1765
- Karl Leopold Graf von Herberstein (1712–1789) 1765–1781
- Franz Anton Graf von Khevenmüller (1737–1797) 1781–1791
- Karl Thomas Franz Graf Breuner von Stübing-Fladnitz  (1719–1800) 1791–1800
- Ferdinand Maria Graf Attems (1746–1820) 1801–1820
- Ignaz Maria Graf Attems (1774–1861) 1820–1852

### Landeshauptmänner des Herzogtums Steiermark  (1861 bis 1918)
bis 1861 war das Amt nicht besetzt
- Karl Graf von Gleispach (1811–1888) 1861–1870
- Moritz Ritter von Kaiserfeld (1811–1885) 1871–1884
- Ladislaus Gundacker Graf Wurmbrand-Stuppach (1838–1901) 1884–1893
- Edmund Graf von Attems (1847–1927) 1893–1896
- Ladislaus Gundacker Graf Wurmbrand-Stuppach (2. Amtszeit) 1896–1897
- Edmund Graf von Attems (2. Amtszeit) 1897–1918

## Statthalter des Herzogtums Steiermark  (1849 bis 1918)
- Friedrich Moritz von Burger (1804–1873) 1849–1853
- Michael von Strassoldo-Graffemberg (1798–1873) 1853–1865
- Karl Mecséry von Tsoor (1804–1885) 1865–1869
- Guido von Kübeck (1829–1907) 1870–1895
- Olivier Marquis de Bacquehem (1847–1917) 1895–1898
- Manfred von Clary und Aldringen (1852–1928) 1898–1918

Die auch für Kärnten zuständigen Gouverneure der Steiermark (1763–1865) sind in der Liste der Landeshauptleute von  Kärnten mit aufgeführt.

## Landeshauptmänner im Bundesland Steiermark (1918 bis 1938)
- Wilhelm Kaan (1865–1945) 1918–1919
- Anton Rintelen (1876–1946) 1919–1926
- Franz Prisching (1866–1935) 1926
- Alfred Gürtler (1875–1933) 1926–1927
- Hans Paul (1871–1948) 1927–1928
- Anton Rintelen (1876–1946) 1928–1933
- Alois Dienstleder (1885–1946) 1933–1934
- Karl Maria Stepan (1894–1972) 1934–1938
- Rolph Trummer (1890–1954) 1938 (nur 10 Tage)

## Landeshauptmänner, Reichsstatthalter der Steiermark (1938 bis 1945)
bis März 1940 Landeshauptmann des Landes, danach Reichsstatthalter des Reichsgaues Steiermark 
- Sepp Helfrich (1900–1963), zugleich auch Gauleiter 1938
- Sigfried Uiberreither (1908–1984), zugleich auch Gauleiter 1938–1945

## Landeshauptmänner im Bundesland Steiermark (1945 bis heute)
- Reinhard Machold (1879–1961) 1945
- Anton Pirchegger (1885–1949) 1945–1948
- Josef Krainer senior (1903–1971) 1948–1971
- Friedrich Niederl (1920–2012) 1971–1980
- Josef Krainer junior (1930–2016) 1980–1996
- Waltraud Klasnic (1945– ) 1996–2005
- Franz Voves (1953– ) 2005–2015
- Hermann Schützenhöfer (1952– ) 2015–2022
- Christopher Drexler (1971– ) 2022–2024
- Mario Kunasek (1976– ) seit 2024